# Persona non grata (película)
Persona non grata es una película polaca de 2005 dirigida por Krzysztof Zanussi. Rodada en Varsovia, Moscú y Montevideo, narra la historia de un diplomático polaco que fue embajador en Rusia y Uruguay, un amigo ruso, intrigas diplomáticas en el marco de la Guerra Fría y asuntos amorosos. Jerzy Stuhr ganó el premio Premio del Cine Polaco al mejor actor de reparto por su papel en esta película.